# Точечная оценка
То́чечная оце́нка в математической статистике — это число, оцениваемое на основе наблюдений, предположительно близкое к оцениваемому параметру.

## Определение
Пусть {\displaystyle X_{1},\ldots ,X_{n},\ldots } — случайная выборка для распределения, зависящего от параметра {\displaystyle \theta \in \Theta }. Тогда статистику {\displaystyle {\hat {\theta }}(X_{1},\ldots ,X_{n})}, принимающую значения в {\displaystyle \displaystyle \Theta }, называют точечной оценкой параметра {\displaystyle \theta }.

## Замечание
Формально статистика {\displaystyle {\hat {\theta }}} может не иметь ничего общего с интересующим нас значением параметра {\displaystyle \theta }. Её полезность для получения практически приемлемых оценок вытекает из дополнительных свойств, которыми она обладает или не обладает.

## Свойства точечных оценок
- Оценка {\displaystyle {\hat {\theta }}={\hat {\theta }}(X)} называется несмещённой, если её математическое ожидание равно оцениваемому параметру генеральной совокупности:

{\displaystyle \mathbb {E} _{\theta }\left[{\hat {\theta }}\right]=\theta ,\quad \forall \theta \in \Theta },
где {\displaystyle \mathbb {E} _{\theta }} обозначает математическое ожидание в предположении, что {\displaystyle \theta } — истинное значение параметра (распределения выборки {\displaystyle X}).
- Оценка {\displaystyle {\hat {\theta }}} называется эффективной, если она обладает минимальной дисперсией среди всех возможных несмещенных точечных оценок.
- Оценка {\displaystyle {\hat {\theta }}_{n}={\hat {\theta }}_{n}(X_{1},\dots ,X_{n})} называется состоятельной, если она с увеличением объема выборки n стремится по вероятности к параметру генеральной совокупности: {\displaystyle \forall \theta \in \Theta },

{\displaystyle {\hat {\theta }}_{n}\to \theta } по вероятности при {\displaystyle n\to \infty }.
- Оценка {\displaystyle {\hat {\theta }}_{n}} называется сильно состоятельной, если {\displaystyle \forall \theta \in \Theta },

{\displaystyle {\hat {\theta }}_{n}\to \theta } почти наверное при {\displaystyle n\to \infty }.
Проверить на опыте сходимость «почти наверное» не представляется возможным, поэтому с точки зрения прикладной статистики имеет смысл говорить только о сходимости по вероятности.